# Nucula iphigenia
Nucula iphigenia – gatunek małża należącego do podgromady pierwoskrzelnych.
Muszla wielkości: długość 3,5 cm, szerokość 2,2 cm, średnica 1,6 cm, należy ona do największych wśród rodzaju Nucula. Występuje na głębokości około 470 metrów. Są rozdzielnopłciowe, bez zaznaczonych różnic płciowych w budowie muszli. Odżywiają się planktonem oraz detrytusem.
Występuje w Zatoce Panamskiej.